# Vieille Meuse
Pour les articles homonymes, voir Meuse.
La Vieille Meuse (en néerlandais Oude Maas) est une rivière de la province de Hollande-Méridionale, aux Pays-Bas, qui sépare l'île d'IJsselmonde des îles du Hoeksche Waard et de Voorne-Putten. Sa longueur est d'environ 30 km.

## Géographie
La rivière commence près de Dordrecht, où la rivière Noord se détache de la Merwede inférieure. La Vieille Meuse a deux affluents : le Dordtsche Kil et le Spui. Elle finit à son confluent avec la Nouvelle Meuse, près de Flardingue, où commence la Scheur.

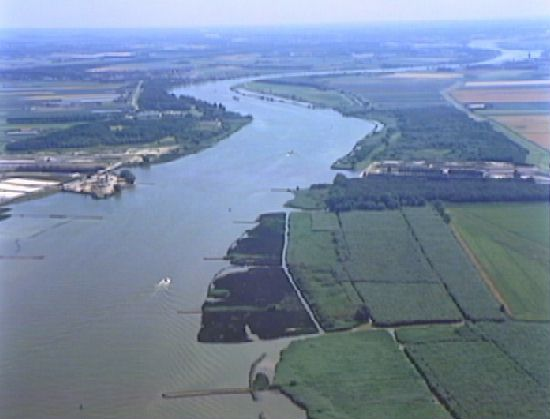
Vue de la Vieille Meuse.

Le cours de la Vieille Meuse traverse plusieurs villes, notamment Dordrecht, Zwijndrecht, Puttershoek, Barendrecht, Heinenoord, Oud-Beijerland, Rhoon, Poortugaal, Rotterdam (via l'arrondissement de Hoogvliet) et Spijkenisse,.

## Histoire
Historiquement, cette rivière correspondait à l'embouchure de la Meuse. Depuis la construction d'un barrage dans le cours historique de la Meuse (création de la Meuse barrée ou Afgedamde Maas), et l'aménagement de la Bergsche Maas près de Mont-Sainte-Gertrude, cette rivière est devenue l'un des cours inférieurs du delta du Rhin.
|  |
|  |

|  |
|  |

|  |
|  |

## Caractéristiques
La rivière a une longueur de 30,2 km, sa largeur varie entre 180 et 340 m, tandis que son niveau moyen s'élève à −9,45 m par rapport au référentiel NAP.
Dans la partie sud de Rotterdam, elle est reliée au canal Hartel par un complexe hydraulique constitué de deux écluses : la Grote Hartelsluis et la Kleine Hartelsluis. À ce point de connexion, son niveau atteint −10 m NAP.

## Aménagement
- Trois tunnels autoroutiers : l'A29 via le Heinenoordtunnel, l'A15 via le Botlektunnel et l'A16 via le Drechttunnel.
- Deux tunnels ferroviaires.
- Deux ponts routiers : Botlekbrug, s'élevant à une hauteur de 7,06 m et le Spijkenisserbrug, qui atteint 9,58 m de haut[4].
- Un bac pour les vélos entre Oud-Beijerland et Rhoon.
- Une navette fluviale, entre Zwijndrecht et Dordrecht et en été jusqu'à Oud-Beijerland.